# Olimpiai érmesek listája síugrásban
Ez a lap az olimpiai érmesek listája síugrásban 1924-től 2018-ig.

## Összesített éremtáblázat
(A táblázatokban Magyarország és a rendező nemzet sportolói eltérő háttérszínnel, az egyes számoszlopok legmagasabb értéke vagy értékei vastagítással kiemelve.)
| A téli olimpiai játékok összesített éremtáblázata síugrásban | A téli olimpiai játékok összesített éremtáblázata síugrásban | A téli olimpiai játékok összesített éremtáblázata síugrásban | A téli olimpiai játékok összesített éremtáblázata síugrásban | A téli olimpiai játékok összesített éremtáblázata síugrásban | Olimpia  |
| ------------------------------------------------------------ | ------------------------------------------------------------ | ------------------------------------------------------------ | ------------------------------------------------------------ | ------------------------------------------------------------ | -------- |
|                                                              | Ország                                                       | Arany                                                        | Ezüst                                                        | Bronz                                                        | Összesen |
| 1.                                                           | Norvégia (NOR)                                               | 11                                                           | 10                                                           | 14                                                           | 35       |
| 2.                                                           | Finnország (FIN)                                             | 10                                                           | 8                                                            | 4                                                            | 22       |
| 3.                                                           | Ausztria (AUT)                                               | 6                                                            | 9                                                            | 10                                                           | 25       |
| 4.                                                           | Németország (GER)                                            | 6                                                            | 6                                                            | 1                                                            | 13       |
| 5.                                                           | Lengyelország (POL)                                          | 4                                                            | 3                                                            | 2                                                            | 9        |
| 6.                                                           | Svájc (SUI)                                                  | 4                                                            | 1                                                            | 0                                                            | 5        |
| 7.                                                           | Japán (JPN)                                                  | 3                                                            | 5                                                            | 4                                                            | 12       |
| 8.                                                           | NDK (GDR)                                                    | 2                                                            | 3                                                            | 2                                                            | 7        |
| 9.                                                           | Csehszlovákia (TCH)                                          | 1                                                            | 2                                                            | 4                                                            | 7        |
| 10.                                                          | Egyesült Német Csapat (EUA)                                  | 1                                                            | 0                                                            | 1                                                            | 2        |
| 11.                                                          | Szovjetunió (URS)                                            | 1                                                            | 0                                                            | 0                                                            | 1        |
|                                                              |                                                              |                                                              |                                                              |                                                              |          |
| 12.                                                          | Szlovénia (SLO)                                              | 0                                                            | 1                                                            | 2                                                            | 3        |
| 13.                                                          | Svédország (SWE)                                             | 0                                                            | 1                                                            | 1                                                            | 2        |
| 13.                                                          | Jugoszlávia (YUG)                                            | 0                                                            | 1                                                            | 1                                                            | 2        |
|                                                              |                                                              |                                                              |                                                              |                                                              |          |
| 15.                                                          | Egyesült Államok (USA)                                       | 0                                                            | 0                                                            | 1                                                            | 1        |
| 15.                                                          | Franciaország (FRA)                                          | 0                                                            | 0                                                            | 1                                                            | 1        |
|                                                              |                                                              |                                                              |                                                              |                                                              |          |
| Összesen                                                     | Összesen                                                     | 49                                                           | 50                                                           | 48                                                           | 147      |

## Férfi normálsánc
| Olimpia              | Arany                                 | Ezüst                                 | Bronz                                  |
| 1964, Innsbruck      | Veikko Kankkonen · Finnország (FIN)   | Toralf Engan · Norvégia (NOR)         | Torgeir Brandtzæg · Norvégia (NOR)     |
| 1968, Grenoble       | Jiří Raška · Csehszlovákia (TCH)      | Reinhold Bachler · Ausztria (AUT)     | Baldur Preiml · Ausztria (AUT)         |
| 1972, Szapporo       | Kaszaja Jukio · Japán (JPN)           | Konno Akicugu · Japán (JPN)           | Aocsi Szeidzsi · Japán (JPN)           |
| 1976, Innsbruck      | Hans-Georg Aschenbach · NDK (GDR)     | Jochen Danneberg · NDK (GDR)          | Karl Schnabl · Ausztria (AUT)          |
| 1980, Lake Placid    | Toni Innauer · Ausztria (AUT)         | Manfred Deckert · NDK (GDR)           | Nem adták ki                           |
| 1980, Lake Placid    | Toni Innauer · Ausztria (AUT)         | Jagi Hirokazu · Japán (JPN)           | Nem adták ki                           |
| 1984, Szarajevó      | Jens Weißflog · NDK (GDR)             | Matti Nykänen · Finnország (FIN)      | Jari Puikkonen · Finnország (FIN)      |
| 1988, Calgary        | Matti Nykänen · Finnország (FIN)      | Pavel Ploc · Csehszlovákia (TCH)      | Jiří Malec · Csehszlovákia (TCH)       |
| 1992, Albertville    | Ernst Vettori · Ausztria (AUT)        | Martin Höllwarth · Ausztria (AUT)     | Toni Nieminen · Finnország (FIN)       |
| 1994, Lillehammer    | Espen Bredesen · Norvégia (NOR)       | Lasse Ottesen · Norvégia (NOR)        | Dieter Thoma · Németország (GER)       |
| 1998, Nagano         | Jani Soininen · Finnország (FIN)      | Funaki Kazujosi · Japán (JPN)         | Andreas Widhölzl · Ausztria (AUT)      |
| 2002, Salt Lake City | Simon Ammann · Svájc (SUI)            | Sven Hannawald · Németország (GER)    | Adam Małysz · Lengyelország (POL)      |
| 2006, Torino         | Lars Bystøl · Norvégia (NOR)          | Matti Hautamäki · Finnország (FIN)    | Roar Ljøkelsøy · Norvégia (NOR)        |
| 2010, Vancouver      | Simon Ammann · Svájc (SUI)            | Adam Małysz · Lengyelország (POL)     | Gregor Schlierenzauer · Ausztria (AUT) |
| 2014, Szocsi         | Kamil Stoch · Lengyelország (POL)     | Peter Prevc · Szlovénia (SLO)         | Anders Bardal · Norvégia (NOR)         |
| 2018, Phjongcshang   | Andreas Wellinger · Németország (GER) | Johann André Forfang · Norvégia (NOR) | Robert Johansson · Norvégia (NOR)      |
| 2022, Peking         |                                       |                                       |                                        |

## Férfi nagysánc
- 1924 – 71 m
- 1928 – 66 m
- 1932 – 61 m
- 1936 – 80 m
- 1948 – 68 m
- 1952 – 72 m
- 1956 – 80,5 m
- 1960–1964 – 80 m
- 1968–1988 – 90 m
- 1992–2002 – K120
- 2006-tól – HS140

| Olimpia                      | Arany                                          | Ezüst                                 | Bronz                                     |
| 1924, Chamonix               | Jacob Tullin Thams · Norvégia (NOR)            | Narve Bonna · Norvégia (NOR)          | Anders Haugen · Egyesült Államok (USA)    |
| 1928, St. Moritz             | Alf Andersen · Norvégia (NOR)                  | Sigmund Ruud · Norvégia (NOR)         | Rudolf Burkert · Csehszlovákia (TCH)      |
| 1932, Lake Placid            | Birger Ruud · Norvégia (NOR)                   | Hans Beck · Norvégia (NOR)            | Kaare Wahlberg · Norvégia (NOR)           |
| 1936, Garmisch-Partenkirchen | Birger Ruud · Norvégia (NOR)                   | Sven Eriksson · Svédország (SWE)      | Reidar Andersen · Norvégia (NOR)          |
| 1948, St. Moritz             | Petter Hugsted · Norvégia (NOR)                | Birger Ruud · Norvégia (NOR)          | Thorleif Schjelderup · Norvégia (NOR)     |
| 1952, Osló                   | Arnfinn Bergmann · Norvégia (NOR)              | Torbjørn Falkanger · Norvégia (NOR)   | Karl Holmström · Svédország (SWE)         |
| 1956, Cortina d’Ampezzo      | Antti Hyvärinen · Finnország (FIN)             | Aulis Kallakorpi · Finnország (FIN)   | Harry Glass · Egyesült Német Csapat (EUA) |
| 1960, Squaw Valley           | Helmut Recknagel · Egyesült Német Csapat (EUA) | Niilo Halonen · Finnország (FIN)      | Otto Leodolter · Ausztria (AUT)           |
| 1964, Innsbruck              | Toralf Engan · Norvégia (NOR)                  | Veikko Kankkonen · Finnország (FIN)   | Torgeir Brandtzæg · Norvégia (NOR)        |
| 1968, Grenoble               | Vlagyimir Belouszov · Szovjetunió (URS)        | Jiří Raška · Csehszlovákia (TCH)      | Lars Grini · Norvégia (NOR)               |
| 1972, Szapporo               | Wojciech Fortuna · Lengyelország (POL)         | Walter Steiner · Svájc (SUI)          | Rainer Schmidt · NDK (GDR)                |
| 1976, Innsbruck              | Karl Schnabl · Ausztria (AUT)                  | Anton Innauer · Ausztria (AUT)        | Henry Glaß · NDK (GDR)                    |
| 1980, Lake Placid            | Jouko Törmänen · Finnország (FIN)              | Hubert Neuper · Ausztria (AUT)        | Jari Puikkonen · Finnország (FIN)         |
| 1984, Szarajevó              | Matti Nykänen · Finnország (FIN)               | Jens Weißflog · NDK (GDR)             | Pavel Ploc · Csehszlovákia (TCH)          |
| 1988, Calgary                | Matti Nykänen · Finnország (FIN)               | Erik Johnsen · Norvégia (NOR)         | Matjaž Debelak · Jugoszlávia (YUG)        |
| 1992, Albertville            | Toni Nieminen · Finnország (FIN)               | Martin Höllwarth · Ausztria (AUT)     | Heinz Kuttin · Ausztria (AUT)             |
| 1994, Lillehammer            | Jens Weißflog · Németország (GER)              | Espen Bredesen · Norvégia (NOR)       | Andreas Goldberger · Ausztria (AUT)       |
| 1998, Nagano                 | Funaki Kazujosi · Japán (JPN)                  | Jani Soininen · Finnország (FIN)      | Harada Maszahiko · Japán (JPN)            |
| 2002, Salt Lake City         | Simon Ammann · Svájc (SUI)                     | Adam Małysz · Lengyelország (POL)     | Matti Hautamäki · Finnország (FIN)        |
| 2006, Torino                 | Thomas Morgenstern · Ausztria (AUT)            | Andreas Kofler · Ausztria (AUT)       | Lars Bystøl · Norvégia (NOR)              |
| 2010, Vancouver              | Simon Ammann · Svájc (SUI)                     | Adam Małysz · Lengyelország (POL)     | Gregor Schlierenzauer · Ausztria (AUT)    |
| 2014, Szocsi                 | Kamil Stoch · Lengyelország (POL)              | Kaszai Noriaki · Japán (JPN)          | Peter Prevc · Szlovénia (SLO)             |
| 2018, Phjongcshang           | Kamil Stoch · Lengyelország (POL)              | Andreas Wellinger · Németország (GER) | Robert Johansson · Norvégia (NOR)         |
| 2022, Peking                 |                                                |                                       |                                           |

## Férfi nagysánc, csapat
| Olimpia              | Arany                                                                                            | Ezüst                                                                                           | Bronz                                                                                               |
| 1988, Calgary        | Finnország (FIN) · Ari-Pekka Nikkola · Matti Nykänen · Tuomo Ylipulli · Jari Puikkonen           | Jugoszlávia (YUG) · Primož Ulaga · Matjaž Zupan · Matjaž Debelak · Miran Tepeš                  | Norvégia (NOR) · Ole Christian Eidhammer · Jon Inge Kjørum · Ole Gunnar Fidjestøl · Erik Johnsen    |
| 1992, Albertville    | Finnország (FIN) · Ari-Pekka Nikkola · Mika Laitinen · Risto Laakkonen · Toni Nieminen           | Ausztria (AUT) · Heinz Kuttin · Ernst Vettori · Martin Höllwarth · Andreas Felder               | Csehszlovákia (TCH) · František Jež · Tomáš Goder · Jaroslav Sakala · Jiří Parma                    |
| 1994, Lillehammer    | Németország (GER) · Hansjörg Jäkle · Christof Duffner · Dieter Thoma · Jens Weißflog             | Japán (JPN) · Okabe Takanobu · Nisikata Dzsinja · Kaszai Noriaki · Harada Maszahiko             | Ausztria (AUT) · Heinz Kuttin · Christian Moser · Stefan Horngacher · Andreas Goldberger            |
| 1998, Nagano         | Japán (JPN) · Okabe Takanobu · Szaitó Hiroja · Harada Maszahiko · Funaki Kazujosi                | Németország (GER) · Sven Hannawald · Martin Schmitt · Hansjörg Jäkle · Dieter Thoma             | Ausztria (AUT) · Reinhard Schwarzenberger · Martin Höllwarth · Stefan Horngacher · Andreas Widhölzl |
| 2002, Salt Lake City | Németország (GER) · Sven Hannawald · Stephan Hocke · Michael Uhrmann · Martin Schmitt            | Finnország (FIN) · Matti Hautamäki · Veli-Matti Lindström · Risto Jussilainen · Janne Ahonen    | Szlovénia (SLO) · Damjan Fras · Primož Peterka · Robert Kranjec · Peter Žonta                       |
| 2006, Torino         | Ausztria (AUT) · Andreas Widhölzl · Andreas Kofler · Martin Koch · Thomas Morgenstern            | Finnország (FIN) · Tami Kiuru · Janne Happonen · Janne Ahonen · Matti Hautamäki                 | Norvégia (NOR) · Lars Bystøl · Bjørn Einar Romøren · Tommy Ingebrigtsen · Roar Ljøkelsøy            |
| 2010, Vancouver      | Ausztria (AUT) · Wolfgang Loitzl · Andreas Kofler · Thomas Morgenstern · Gregor Schlierenzauer   | Németország (GER) · Michael Neumayer · Andreas Wank · Martin Schmitt · Michael Uhrmann          | Norvégia (NOR) · Anders Bardal · Tom Hilde · Johan Remen Evensen · Anders Jacobsen                  |
| 2014, Szocsi         | Németország (GER) · Andreas Wank · Marinus Kraus · Andreas Wellinger · Severin Freund            | Ausztria (AUT) · Michael Hayböck · Thomas Morgenstern · Thomas Diethart · Gregor Schlierenzauer | Japán (JPN) · Reruhi Shimizu · Takeucsi Taku · Itó Daiki · Kaszai Noriaki                           |
| 2018, Phjongcshang   | Norvégia (NOR) · Daniel-André Tande · Andreas Stjernen · Johann André Forfang · Robert Johansson | Németország (GER) · Karl Geiger · Stephan Leyhe · Richard Freitag · Andreas Wellinger           | Lengyelország (POL) · Maciej Kot · Stefan Hula · Dawid Kubacki · Kamil Stoch                        |
| 2022, Peking         |                                                                                                  |                                                                                                 | |

## Női normálsánc
| Olimpia            | Arany                           | Ezüst                                   | Bronz                               |
| 2014, Szocsi       | Carina Vogt · Németország (GER) | Daniela Iraschko-Stolz · Ausztria (AUT) | Coline Mattel · Franciaország (FRA) |
| 2018, Phjongcshang | Maren Lundby · Norvégia (NOR)   | Katharina Althaus · Németország (GER)   | Takanasi Szara · Japán (JPN)        |
| 2022, Peking       |                                 |                                         |                                     |